# ناحیه تانینتاریی
ناحیه تانینتاریی (به لاتین: Tanintharyi Region) یک ناحیه در میانمار است که در جنوبی‌ترین قسمت این کشور واقع شده است. شهر داوی مرکز این ناحیه است.

## خصوصیات
ناحیه تانینتاریی ۴۳٬۳۲۸ کیلومترمربع مساحت و ۱٬۴۰۶٬۴۳۴ نفر جمعیت دارد.